# Аккус (Казахстан)
А́ккус (каз. Аққұс) — село у складі Жангалинського району Західноказахстанської області Казахстану. Входить до складу П'ятимарського сільського округу.
Населення — 40 осіб (2021; 180 у 2009, 295 у 1999, 350 у 1989).